# ビタミン! Saturday
ビタミン! Saturday（ビタミン! サタデー）は、山陰放送（BSSラジオ）で毎週土曜に生放送のラジオ番組である。2016年10月1日放送開始。放送時間は毎週土曜9:00 - 10:40の放送となっている（公開生放送は4月に米子桜まつり、10月にネギ来まつり&米子駅まつりが行われる）。
2024年3月までは、2部構成で放送し、9:00 - 10:40の午前パートを第1部、ニュース、音楽の風車、カニジルラジオを挟んで、13:00 - 14:55の午後パートを第2部としていた。

## パーソナリティー
現在
- 中島早也佳（BSSアナウンサー、2024年4月6日 - ）

過去
- 山田弥希寿（BSSアナウンサー、2016年10月1日 - 2018年3月31日）
- 北川佳歩（2016年10月1日 - 2017年3月18日）
- 木野村尚子（BSSアナウンサー、2017年4月8日 - 2021年3月27日）
- 大田祐樹（BSSアナウンサー、2021年4月3日 - 2024年3月30日）

## ユニット名
ビタサタオールスターズ
司会の木野村尚子、大田祐樹、リポーターの中島早也佳、ゲストの門脇大樹、腹よしおによるユニット。公開生放送などで登場。「ネギのうた」などを披露して会場を盛り上げた。新型コロナウイルスで中止となった「BSSまつり」の代わりとして、2020年11月に「いっしょにスマイル PROJECT ラジオは with you 踏み出そう未来へ」では、ラジオの放送でパフォーマンスした。
祐子と修子（おじエル）
宇田川修一と大田祐樹によるユニット。米子つづじまつりで披露。現在は不定期で活動している（皆無）。

## タイムテーブル
- 第1部
  - 9:00 - オープニング
  - 9:20 - メモリアル百科
  - 9:30 - 今週1週間を振り返る山陰地方のニュース
  - 9:55 - BSSニュース
  - 10:00 - 10時の気象情報
  - 10:20 - メモリーソングス
  - 10:40 - エンディング

## 過去のタイムテーブル
- 今夜の週刊とり☆リンク
- デパートインフォメーション
- イントロビタミン
- もぐタイム
- 三原聡先生の今日も元気に!
- まわれ!!ドーナツ盤

## 備考
- 毎年春と秋に行われるBSSまつりの時は特別番組放送により休止する。
- この番組も平日の自社製作番組同様高校野球予選鳥取大会の中継がある場合、第1部は行われるが、第2部は休止となる。また、中止となっても特別番組の放送される場合は放送時間が縮小される。
- この番組は2021年12月までは「メール・FAXテーマ」としてメッセージを募集していたが、2022年1月から2024年3月までは「メッセージテーマ」としてメッセージを募集している。

- 2024年4月からは、番組終了後に、ポッドキャストの配信を毎週行なっている。